# ボーテルヴァーフ
ボーテルヴァーフ（Boterwaag,「バター計量所」の意）は、ハーグにある計量所として用いられていた建築物である。現在はカフェが営業している。
バルトロメウス・ファン・バッセンによって設計され、1650年に完成した。